# Opisthorchiidae
Los opistorquídeos (Opisthorchiidae) son una familia de platelmintos parásitos de la subclase digenea. Desde el punto de vista de la salud humana, las especies más importantes son Clonorchis sinensis, Opisthorchis viverrini y Opisthorchis felineus que ocasionan una enfermedad conocida como clonorquiasis, la cual afecta a millones de personas todos los años, principalmente en China y los países del sureste de Asia.
La mayor parte de las especies parasitan los conductos biliares de mamíferos y aves, algunas se encuentran también en el tracto digestivo de reptiles y peces teleósteos.

## Subfamilias
Existen 13 subfamilias dentro de la familia Opisthorchiidae:
- Allogomtiotrematinae (Gupta, 1955) Yamaguti, 1958 - dos géneros
- Aphallinae Yamaguti, 1958 - un género
- Delphinicolinae Yamaguti, 1933 - un género
- Diasiellinae Yamaguti, 1958 - un género
- Metorchiinae Luhe, 1909 - 4 géneros
- Oesophagicolinae Yamaguti, 1933 - un género
- Opisthorchiinae Yamaguti, 1899 - 14 géneros
- Pachytrematinae (Railliet, 1919) Ejsmont, 1931 - un género
- Plotnikoviinae (Skrjabin, 1945) Skrjabin et Petrov, 1950 - un género
- Pseudamphimerinae Skrjabin y Petrov, 1950 - 3 géneros
- Pseudamphistominae Yamaguti, 1958 - dos géneros
- Ratziinae (Dollfus, 1929) Price, 1940 - un género
- Tubangorchiinae Yamaguti, 1958 - un género

## Géneros

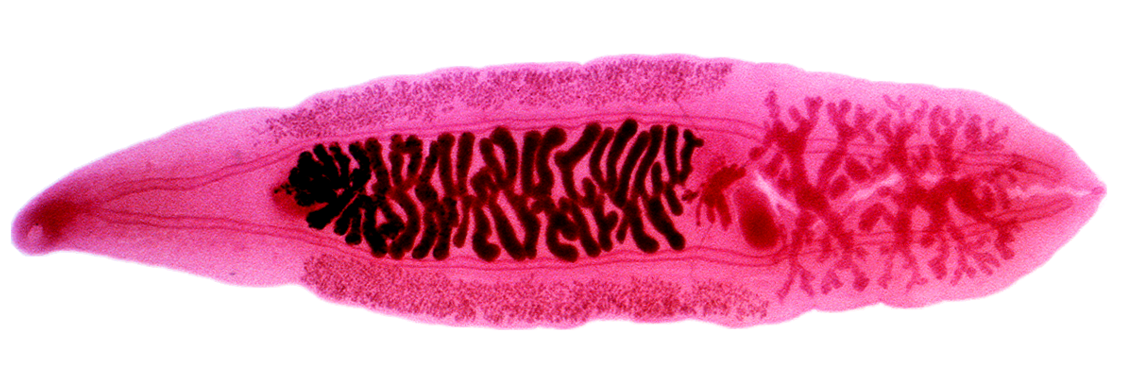
Clonorchis sinensis

La familia Opisthorchiidae tiene 33 géneros:
| - Agrawalotrema Sahay & Sahay, 1988 - Allogomtiotrema Yamaguti, 1958 - Amphimerus Barker, 1911 - Cladocystis Poche, 1926 - Clonorchis Looss, 1907 - Cyclorchis Luhe, 1908 - Delphinicola Yamaguti, 1933 - Diasiella Travassos, 1949 - Erschoviorchis Skrjabin, 1945 - Euamphimerus Yamaguti, 1941 - Evranorchis Skrjabin, 1944 - Gomtia Thapar, 1930 - Hepatiarius Fedzullaev, 1961 - Holometra Looss, 1899 - Metametorchis Morozov, 1939 - Metorchis Looss, 1899 - Microtrema Kobayashi, 1915 | - Nigerina Baugh, 1958 - Oesophagicola Yamaguti, 1933 - Opisthorchis Blanchard, 1895 - Pachytrema Looss, 1907 - Parametorchis Skrjabin, 1913 - Paropisthorchis Stephens, 1912 - Plotnikovia Skrjabin, 1945 - Pseudamphimerus Gower, 1940 - Pseudamphistomum Luhe, 1908 - Pseudogomtiotrema Gupta & Jain, 1991 - Ratzia Poche, 1926 - Satyapalia Lakshminarayana & Hafeezullah, 1974 - Thaparotrema Gupta, 1955 - Trionychotrema Chin & Zhang, 1981 - Tubangorchis Skrjabin, 1944 - Witenbergia Vaz, 1932 |